# Cyphonisia rastellata
Cyphonisia rastellata is een spinnensoort uit de familie Barychelidae. De soort komt voor in Oost-Afrika.